# Fälschung

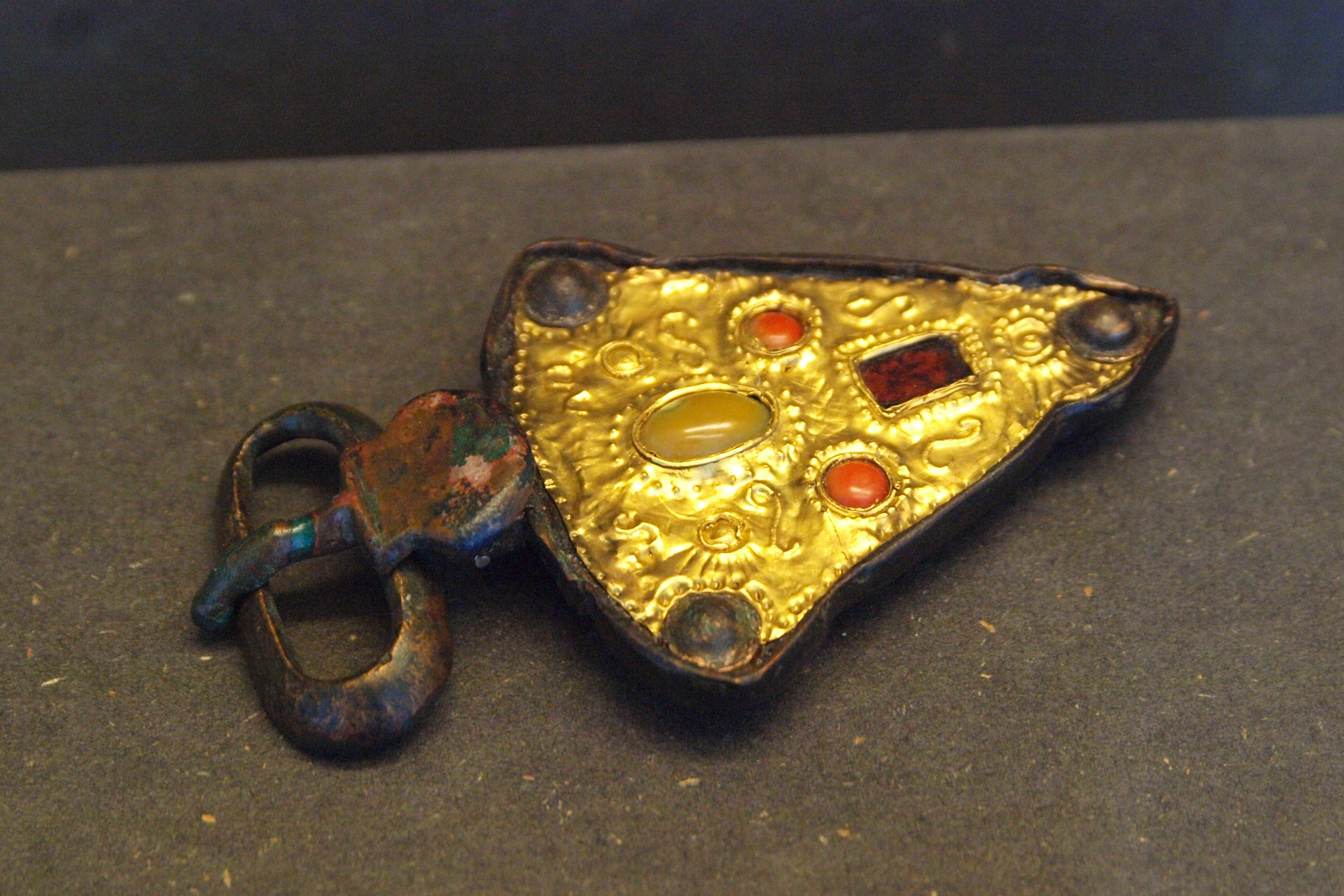
Fälschung einer merowingerzeitlichen Gürtelschnalle im Archäologischen Landesmuseum, Schloss Gottorf (2011)

Als Fälschung oder Falsifikat bezeichnet man in Täuschungsabsicht hergestellte oder bearbeitete Objekte und Informationen. Häufig gefälscht werden Antiquitäten, aber auch Markenprodukte, indem ein Original oder ein rechtlich geschütztes Produkt in allen Eigenschaften, Materialien, Signaturen und Markenzeichen so kopiert wird, dass es wie das Original erscheint. Auch vom Fälscher frei erfundene Produkte eines bestimmten Herstellers, Künstlers, Politikers oder Schriftstellers fallen in diese Kategorie.

## Themen und Objekte
Fälschungen gibt es in vielen Bereichen. In der Geschichtswissenschaft, aber auch in anderen Wissenschaften werden Objekte, Unterlagen oder Daten gefälscht. In der Kunst werden Kunstfälschungen vorzugsweise für finanziellen Gewinn und Anerkennung genutzt. Ein Beispiel aus der Literatur ist B. J. Macphersons Fragments of ancient poetry, collected in the highlands of Scotland, das 1760 als angebliches Werk Ossians ausgegeben wurde. Für propagandistische oder assoziative Zwecke werden Fälschungen im Journalismus und der Politik genutzt. Die scheinbar wahrheitsgetreue Fotografie wird unter anderem mit Bildbearbeitungsprogrammen verfälscht. Der englische Begriff Fake ist symptomatisch für die Internetkultur.
Die unterschiedlichsten Objekte werden gefälscht. Beispiele sind die Fälschung von Dokumenten wie Ausweisfälschung oder auch zum Durchsetzen politischer Ziele als Wahlfälschung. Auch Landkarten werden aus politisch-militärischen Gründen gefälscht. In historischem Zusammenhang bekannt sind die Konstantinische Schenkung und die pseudoisidorischen Dekretalen. Antiquitäten werden aus preiswerten Materialien mit Alterungseffekten imitiert und als alt und teuer verkauft. Die verbreitete Fälschung von Markenartikeln fällt unter den Begriff Produktpiraterie. Gesundheitlicher Schaden für den Nutzer entsteht durch den Handel mit gefälschten Arzneimitteln, die wirkungslos oder häufig sogar gesundheitsgefährdend sind. Gefälschte oder unter falscher Kennzeichnung vertriebene Ersatzteile für Fahrzeuge oder elektronische Geräte können deren Betriebssicherheit oder Funktion beeinträchtigen. Häufige Opfer sind auch Sammler, die mit scheinbar preiswerten Angeboten gelockt, für gefälschte Objekte teuer bezahlen. Aus religiösen Gründen wurden im Mittelalter Reliquien gefälscht, indem echte Körperteile unbestimmter Herkunft als angeblich von Heiligen stammend ausgegeben wurden. Unmittelbaren materiellen Nutzen verspricht die Fälschung von Zahlungsmitteln; so werden neben Falschgeld und gefälschten Aktien auch Briefmarkenfälschungen in Umlauf gebracht. Eine vorbeugende Maßnahme besteht darin, die Fälschung durch Sicherheitsmerkmale zu verhindern; das wiederum ist Herausforderung für die nächste Fälschergeneration.

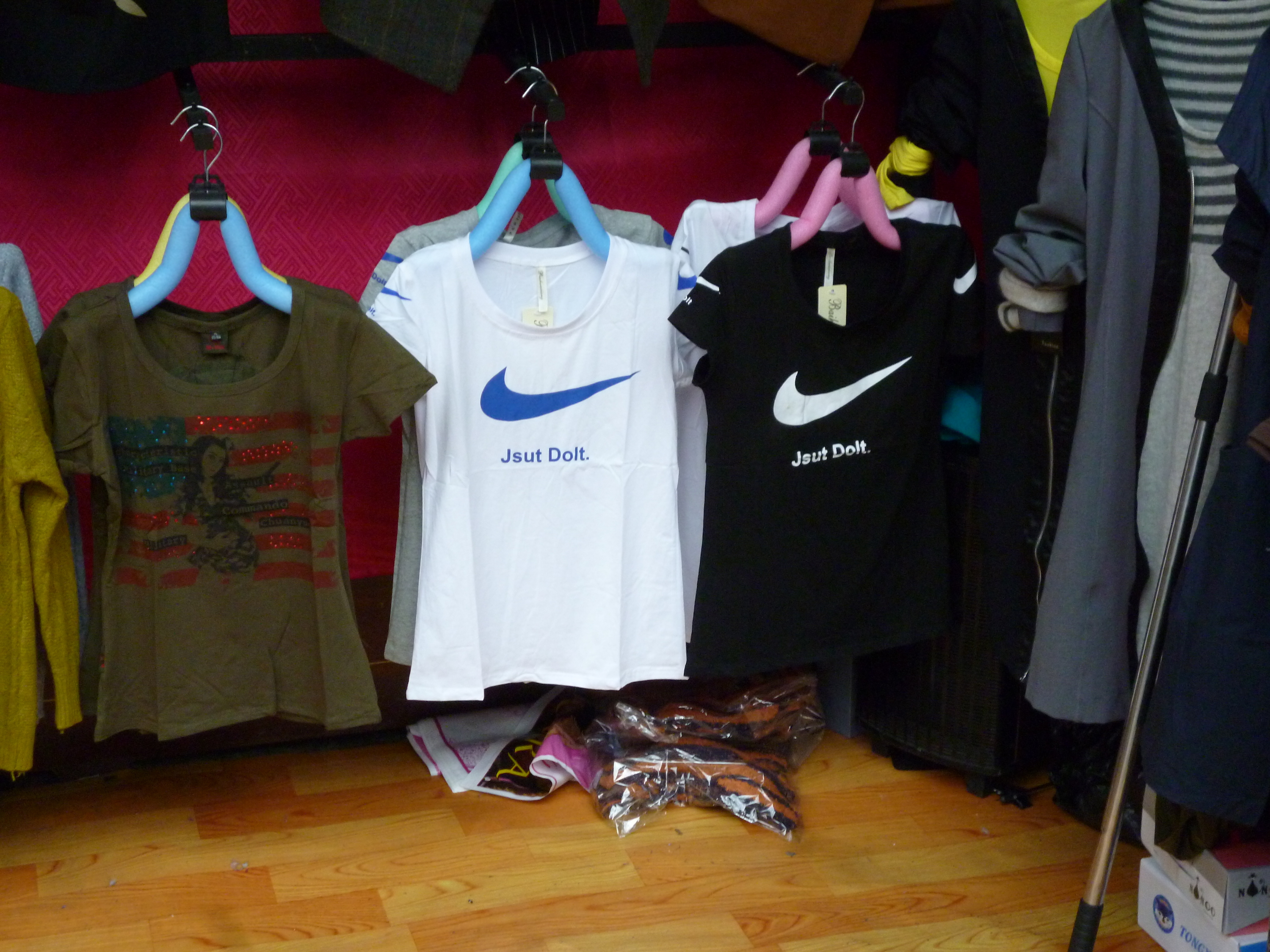
Produktpiraterie aus China 2015

Imitationen und Nachbildungen zählen nicht als Fälschungen, solange sie als solche gekennzeichnet sind. Plagiate fallen in eine Grauzone und sind markenrechtlich geächtet.
Produktpiraterie und Fälschungen von Markenartikeln verursachen jährlich Schäden in Milliardenhöhe.

### Geldfälschung
Falschgeld ist kein Geld im Rechtssinne, sondern eine Fälschung, durch die ein echtes Zahlungsmittel (Banknoten oder Münzen) vorgetäuscht und im Zahlungsverkehr als solches verwendet werden soll. Unecht ist eine Banknote dann, wenn sie nicht oder jedenfalls nicht in der vorliegenden Form von demjenigen stammt, der als Aussteller aus ihr hervorgeht. Falschgeld ist ein Rechtsbegriff, unter welchem § 36 Abs. 1 BBankG „nachgemachte oder verfälschte Banknoten oder Münzen“ versteht. Falschgeld ist eine Geldfälschung, die durch Geldfälscher vorgenommen wird. Geldfälschung (§ 146 StGB) ist in Deutschland ein Verbrechen, das mit einer Freiheitsstrafe von mindestens einem Jahr bestraft wird.

### Fälschungen in den Medien
Nicht nur Medienkonsumenten, sondern auch Medienmacher fallen zuweilen auf Fälschungen herein. Beispiele sind die Hitlertagebücher des Stern, die scheinbaren Dokumentarfilme, die Michael Born für Stern TV, Spiegel TV Magazin, ZAK und andere Fernsehmedien geliefert hatte, oder die vermeintlichen Interviews mit Hollywood-Stars, die Tom Kummer im Süddeutsche Zeitung Magazin platzierte. Die Geschichte der von Konrad Kujau gefälschten Hitler-Tagebücher wurde unter dem Titel Schtonk! verfilmt.
Als Mockumentary (von englisch: to mock (vortäuschen, verspotten, sich mokieren) und documentary) werden fiktionale, häufig parodierende Dokumentarfilme bezeichnet. Ein Beispiel ist die vermeintliche Dokumentation Kubrick, Nixon und der Mann im Mond, die die Behauptung belegen soll, die amerikanischen Mondlandungen seien von Regisseur Stanley Kubrick im Filmstudio vorgetäuscht worden. Schon 1938 erregte Orson Welles Aufsehen, als er ein Radiohörspiel auf der Basis von H. G. Wells Krieg der Welten produzierte. Das Hörspiel war wie eine Reportage aufgemacht, und Hörer, die die erläuternde Einführung verpasst hatten, hielten dies für einen wahren Bericht über eine Invasion vom Mars.
Eine besondere Form der Fälschung von Inhalten sind die Zeitungsente oder erfundene Sachverhalte, immer häufiger auch Fake News. Im Dezember 2018 deckte das Magazin Der Spiegel die Fälschungen seines eigenen Redakteurs und vielfach preisgekrönten Journalisten Claas Relotius auf.

### Fälschungen in der Kunst
Die am Kunstmarkt zu erzielenden hohen Gewinne laden nach wie vor zu Kunstfälschungen ein. Seitdem allerdings die bildende Kunst im 20. Jahrhundert damit begonnen hat, ihre künstlerischen Mittel zu analysieren und die Frage nach der Authentizität ihrer Kunstwerke zu stellen, wird der Begriff der Fälschung im künstlerischen Sinne neu definiert. Bereits die Arbeiten von Marcel Duchamp, später dann von Andy Warhol oder von Sigmar Polke hinterfragen das Verhältnis von Original und Kopie auf neue Weise. Importiert Duchamp mit seinen Readymades noch manufakturierte Waren aus dem Alltag in den Kunstkontext, werden von Künstlern wie Richard Prince oder Sherrie Levine bereits bestehende Bilder erneut ausgestellt und damit die Fälschungen selbst zu Kunstwerken deklariert.
Auch Antiquitäten werden gefälscht.

### Fälschungen in der Archäologie

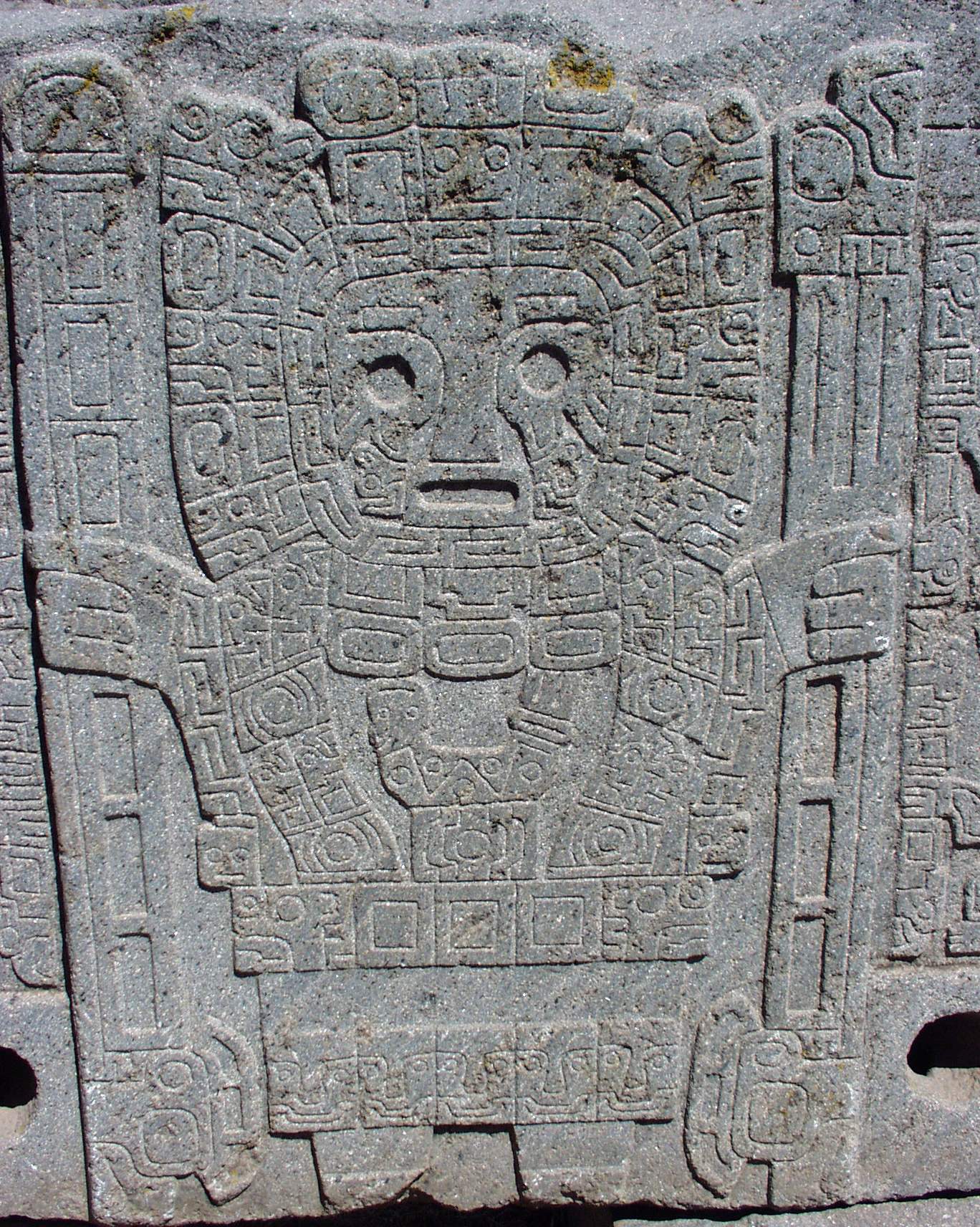
Gefälschtes Tiwanaku-Relief (Stabgott)

Zu Fälschungen auf diesem Gebiet zählen beispielsweise die Prillwitzer Idole als angebliche slawische, prähistorische Bronzefiguren, die aber erst in der 2. Hälfte des 18. Jahrhunderts gefertigt wurden, sowie die Piltdown-Funde von 1912. Sie führten die Forschung zur frühmenschlichen Stammesgeschichte in die Irre und wurden erst 1953 als Fälschung entlarvt. Vom 23. März bis 9. September 2018 zeigte das LWL-Museum für Archäologie in Herne zahlreiche archäologische Fälschungen und Irrtümer aus Europa in einer Sonderausstellung, darunter die Tiara des Saitaphernes, das Einhorn von Quedlinburg und ein gefälschtes Relief der Gottheit Merkur.

### Fälschungen bei Lebensmitteln
Verbraucherschutzverbände und Medien nutzen den Begriff Lebensmittelfälschung für den Einsatz von Ersatz- und Streckstoffen bei der Herstellung von Lebensmitteln.

## Weitere bekanntgemachte Fälschungen
- Konstantinische Schenkung: berechtigte angeblich zur Gründung des Kirchenstaates;
- Privilegium Maius: umfangreiche Urkundenfälschung des 14. Jahrhunderts, die den Herzögen von Österreich besondere Rechte verschaffte;
- ein der Stadt Hamburg 1189 angeblich von Kaiser Barbarossa ausgestellter Freibrief zur Zollfreiheit des Hamburger Hafens diente den Hamburger Kaufleuten als Argument gegen die Stadt Stade im Kampf um das Stapelrecht;
- Walam Olum, gefälschte Piktogramme und Beschreibungen der Migration der Lenni-Lenape-Indianer von Asien nach Nordamerika.
- Francis Drakes Messingplakette: Hierbei handelt es sich um eine gefälschte Gedenktafel aus Messing, die an die Landung von Francis Drake in der California Bay im Jahr 1597 erinnern soll, und bis in die 1970er Jahre für echt erachtet wurde.
- Im Jahr 2005 tauchte eine angeblich von Galileo Galilei verfasste Schrift, Sidereus Nuncius, mit bisher unbekannten Tuschezeichnungen auf. Diese Entdeckung wurde zunächst von internationalen Fachexperten als echt befunden. Sie erwies sich später als mutmaßlich vom italienischen Antiquar Marino Massimo De Caro in den Handel gebrachte Fälschung.
- Der Santilli-Film, von dem 1995 behauptet wurde, die Obduktion eines Außerirdischen zu zeigen.
- Die Cottingley Fairies, 1917 von Kindern gefälschte und offiziell erst 1983 als solche erkannte Fotos von Feen, an deren Echtheit der Autor Arthur Conan Doyle angeblich bis zu seinem Tod glaubte.

## Bekannte Fälscher
- Kunst
  - Wolfgang Beltracchi
  - Alceo Dossena
  - Eric Hebborn
  - Elmyr de Hory
  - Konrad Kujau
  - Wolfgang Lämmle
  - Lothar Malskat
  - Han van Meegeren
  - Der Spanische Meister

- Handschriften
  - Václav Hanka
  - Konstantinos Simonides

- Autographen[13][14]

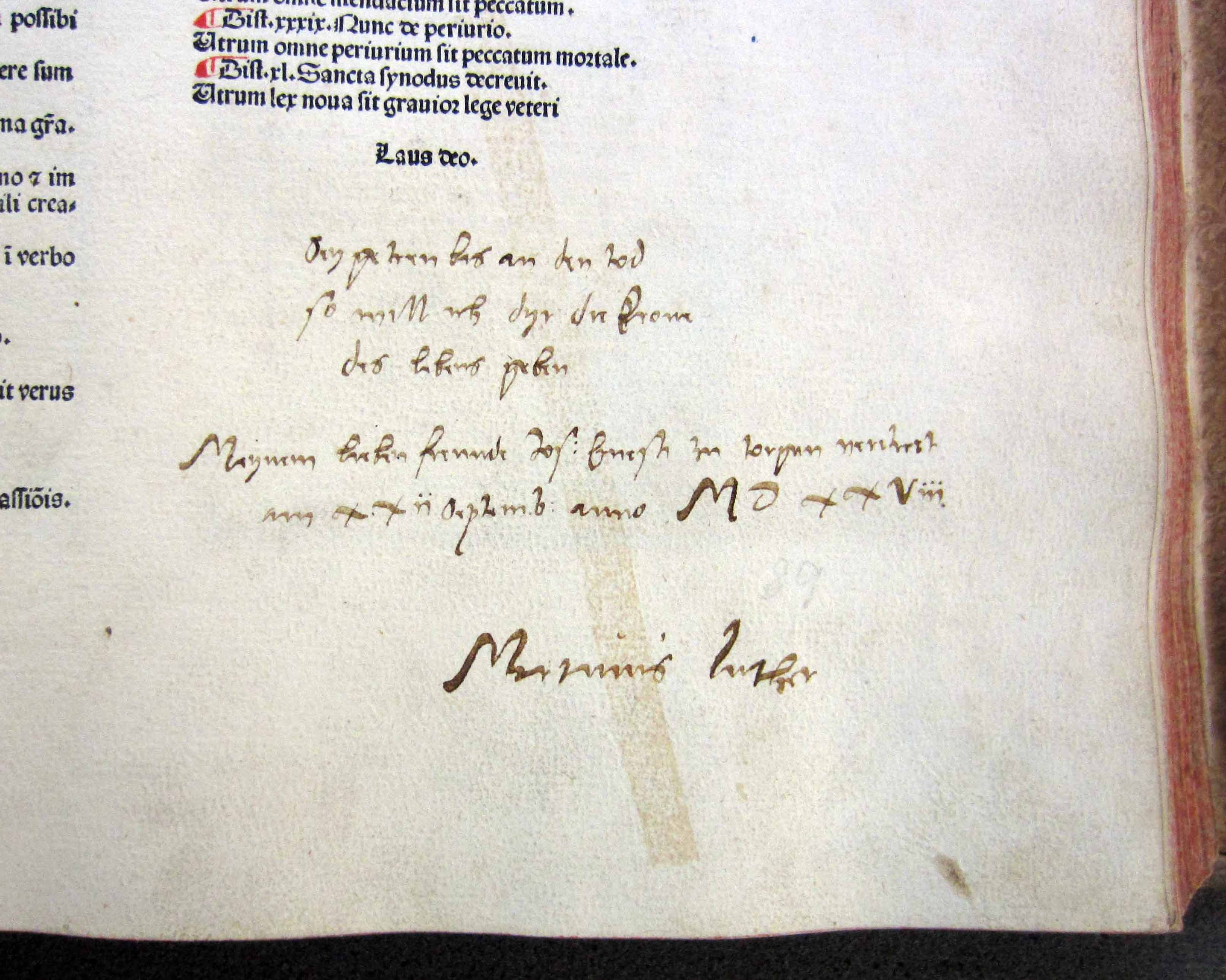
Fälschung eines Luther-Autographs in einer Inkunabel von Duns Scotus durch Hermann Kyrieleis. Princeton University Library. "27 september 1528 Martinus Luther" (ca. 1893/96)

  - Hermann Kyrieleis (Martin Luther)[15][16]
  - Heinrich von Gerstenbergk (Friedrich Schiller)[13][17]

- Briefmarken
  - Jean de Sperati
  - François Fournier
  - Peter Winter

- Journalismus
  - Michael Born
  - Reuters-Fotograf Adnan Hajj
  - Tom Kummer
  - Ulla Ackermann
  - Claas Relotius
  - Marie Sophie Hingst
  - Stephen Glass

- Urkunden-/Schecks
  - Frank W. Abagnale
  - Marino Massimo De Caro

## Rechtliche Bedeutung
Folgende Fälschungen sind Straftaten in Deutschland:
- Fälschung von Geld und Wertzeichen ist eine Straftat (§ 146 bis § 152b StGB).
- Fälschung von urheberrechtlich geschützten Werken (UrhG).
- Fälschung einer Künstlersignatur wird im § 107 UrhG behandelt.
- Fälschung von Urkunden, Urkundenfälschung ist eine Straftat nach § 267 StGB.
- Fälschung zum Zwecke der Erschleichung von Gewinn ist nach § 263 StGB ein Betrugstatbestand.
- Fälschung von Kunstwerken, die Kunstfälschung ist in Deutschland kein eigenständiges Delikt, sondern wird nach § 263 StGB und § 267 StGB geahndet.
- Fälschung von Gesundheitszeugnissen nach § 277 StGB.

## Die Rolle von Internet und Digitalisierung
Durch die Fortschritte in den digitalen Techniken (siehe Digitale Revolution) können immer bessere Fälschungen hergestellt und verkauft werden. Derartige Fälschungen können zu einem erheblichen wirtschaftlichen Schaden führen. Das gilt sowohl für Kunstfälschungen als auch für Markenrechtsverletzungen. Selbst bei der Kennzeichnung als Nachbildungen oder Repliken kann es zu Rechtsstreitigkeiten kommen wie im Fall Rolex 2004.